# Zhang Junmai

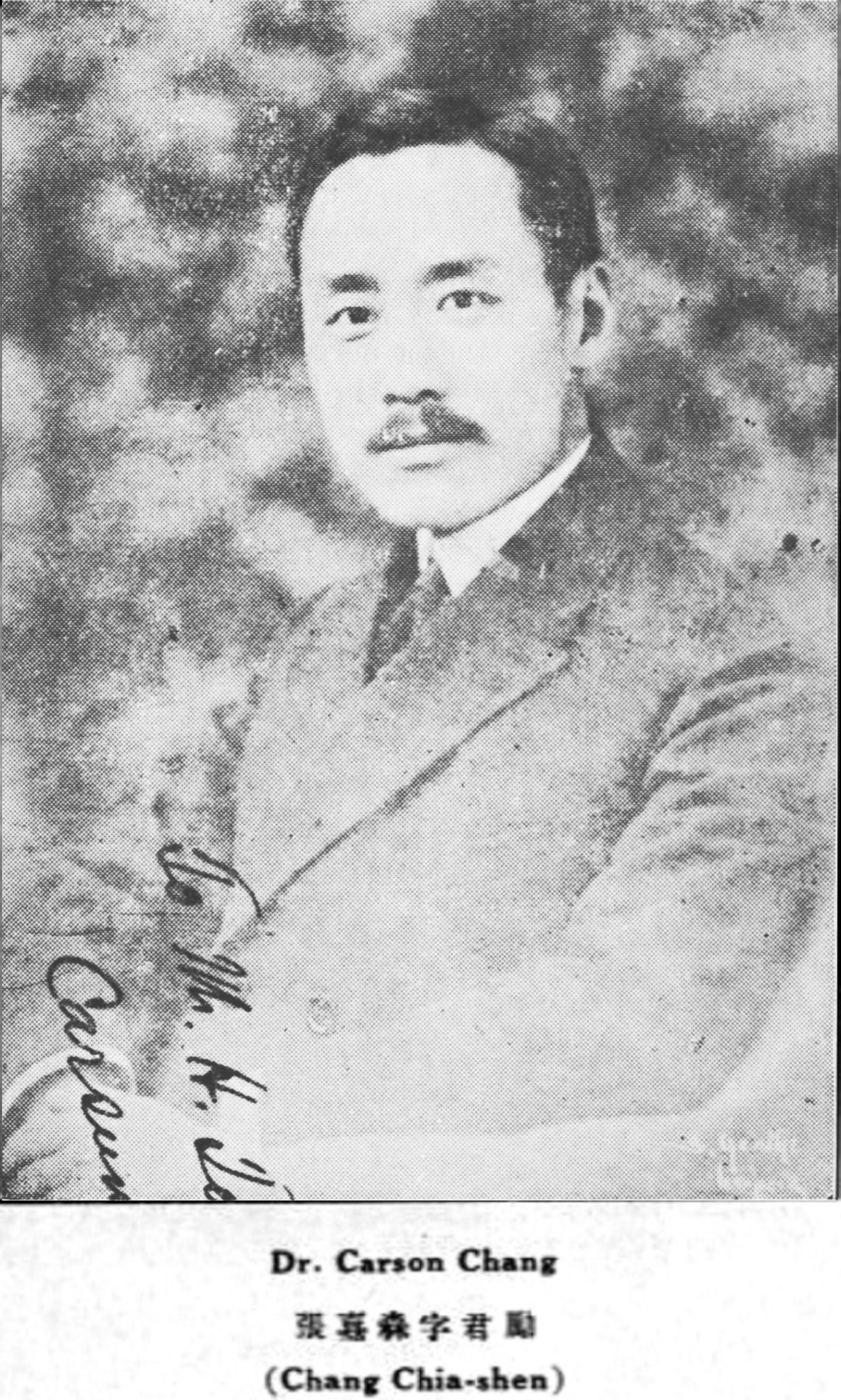
Zhang Junmai

Zhang Junmai (en chino simplificado, 张君劢; Wade-Giles, ''Chang Chun-mai''; 1886–1969), también conocido por su nombre de cortesía Carsun Chang, fue un destacado filósofo y político socialdemócrata chino. Estudió en Japón con Liang Qichao, a quien acompañó en 1919 en su viaje a Europa donde conoció la socialdemocracia alemana. Fundó el Partido Socialdemócrata Chino, pero tras el triunfo de la revolución comunista china en 1949 se marchó a Estados Unidos —y no a Taiwán pues también estaba en desacuerdo con el autoritarismo del Guomindang de Chiang Kai-shek—.

## Vida y pensamiento
Tras estudiar en la Universidad de Jena, en Alemania, regresó a China en 1923, en un momento en que su maestro Liang Quichao mantenía un duro debate, denominado de «la ciencia contra la metafísica», con los radicales de la Nueva Cultura que defendían el marxismo frente al confucianismo renovado de Liang como alternativa para China. Así nada más llegar Zhang se puso del lado de Liang y pronunció una conferencia en contra de la fe ciega en la ciencia, y en la que afirmó que ésta no podía determinar las normas a seguir para alcanzar el ideal confuciano de la vida justa.
En 1924 fue uno de los anfitriones, junto con Liang, del viaje que realizó a China el escritor indio Rabindranath Tagore, por lo que fue objeto de duras críticas por parte del Partido Comunista Chino que rechazaba el orientalismo de Tagore —«Les prevenimos de que no se dejen indificar. A menos, claro está, que deseen que algún día sus ataúdes reposen en una tierra que está bajo la bota de una potencia extranjera», escribió el líder comunista Chen Duxiu—. De hecho tras el violento boicot a una de las conferencias que dio en Pekín, se tuvo que poner fin a la gira de Tagore. Cuando se fue el poeta comunista Qu Qiubai escribió: «Gracias, señor Tagore, pero en China ya hemos tenido demasiados Confucios y Mencios».
Tras la marcha Tagore, Zhang advirtió sobre las graves consecuencias del proceso de modernización de la sociedad china debido a las grandes diferencias que existían entre ella y las sociedad occidentales a las que se pretendía emular:

Los principios básicos sobre los que se funda nuestra nación son el quietismo, a diferencia del activismo [occidental]; la satisfacción espiritual, en lugar del ansia de conseguir ventajas materiales; una economía basada en la agricultura autosuficiente, en vez del mercantilismo que busca el beneficio; y una sensación de fraternidad moralmente transformadora en vez de la segregación racial. […] 
Una nación basada en la agricultura carece de conocimiento de las artes industriales, [pero] también carece de exigencias materiales; así pues, aunque existe a lo largo de un prolongado periodo de tiempo, es capaz de seguir manteniendo un estándar de pobreza pero con igualdad, de escasez, pero con paz. ¿Pero cómo será de aquí en adelante?